# Tomopterna delalandii
Tomopterna delalandii är en groddjursart som först beskrevs av Johann Jakob von Tschudi 1838.  Tomopterna delalandii ingår i släktet Tomopterna och familjen Pyxicephalidae. IUCN kategoriserar arten globalt som livskraftig. Inga underarter finns listade i Catalogue of Life.